# Royal Clipper (schip, 2000)
De Royal Clipper is een vijfmaster met stalen romp, een volledig opgetuigd tallship dat gebruikt wordt als cruiseschip. Het schip is eigendom van de maatschappij Star Clippers, waarvan het hoofdkantoor in Luxemburg staat.
De Royal Clipper werd ontworpen door de Poolse scheepsarchitect Zygmunt Choren. De romp werd gebouwd door de Gdańsk Scheepswerf in Gdańsk, versleept naar en afgebouwd bij scheepswerf IHC Merwede in Hardinxveld-Giessendam, die ook het interieur bouwde. Het schip kwam gereed in juli 2000. Er werden onder andere fresco's aangebracht door de Duitse trompe-l'oeilschilder Rainer Maria Latzke. Het ontwerp van de Royal Clipper is gebaseerd op de Preußen, een beroemde Duitse Flying P-Liner-vijfmaster windjammer, gebouwd in 1902.
Het schip heeft 5 masten met 42 zeilen. Het totale zeiloppervlak is 5.202,6 m². De Royal Clipper heeft een 106-koppige bemanning en er kunnen maximaal 227 passagiers mee.

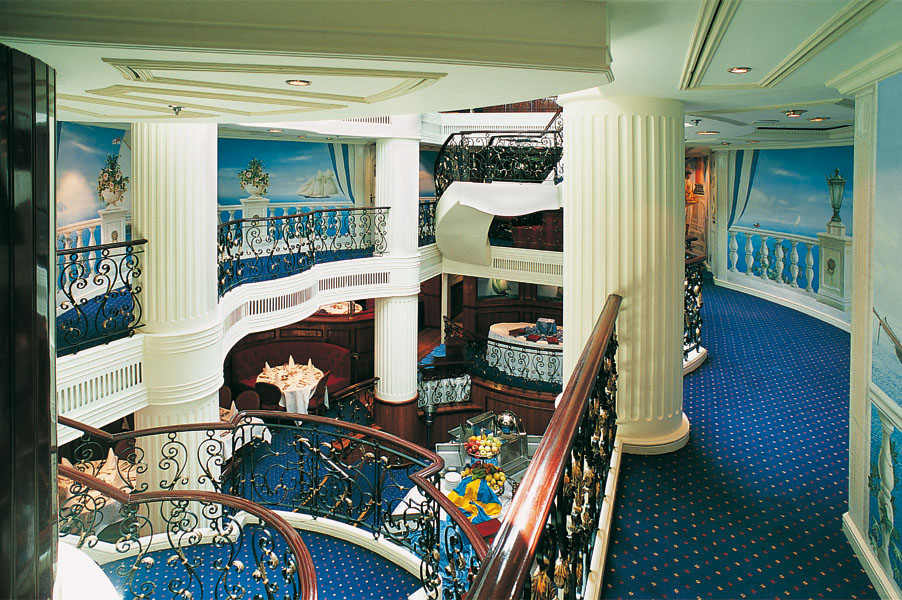
Lobby met muurschilderingen van Rainer Maria Latzke
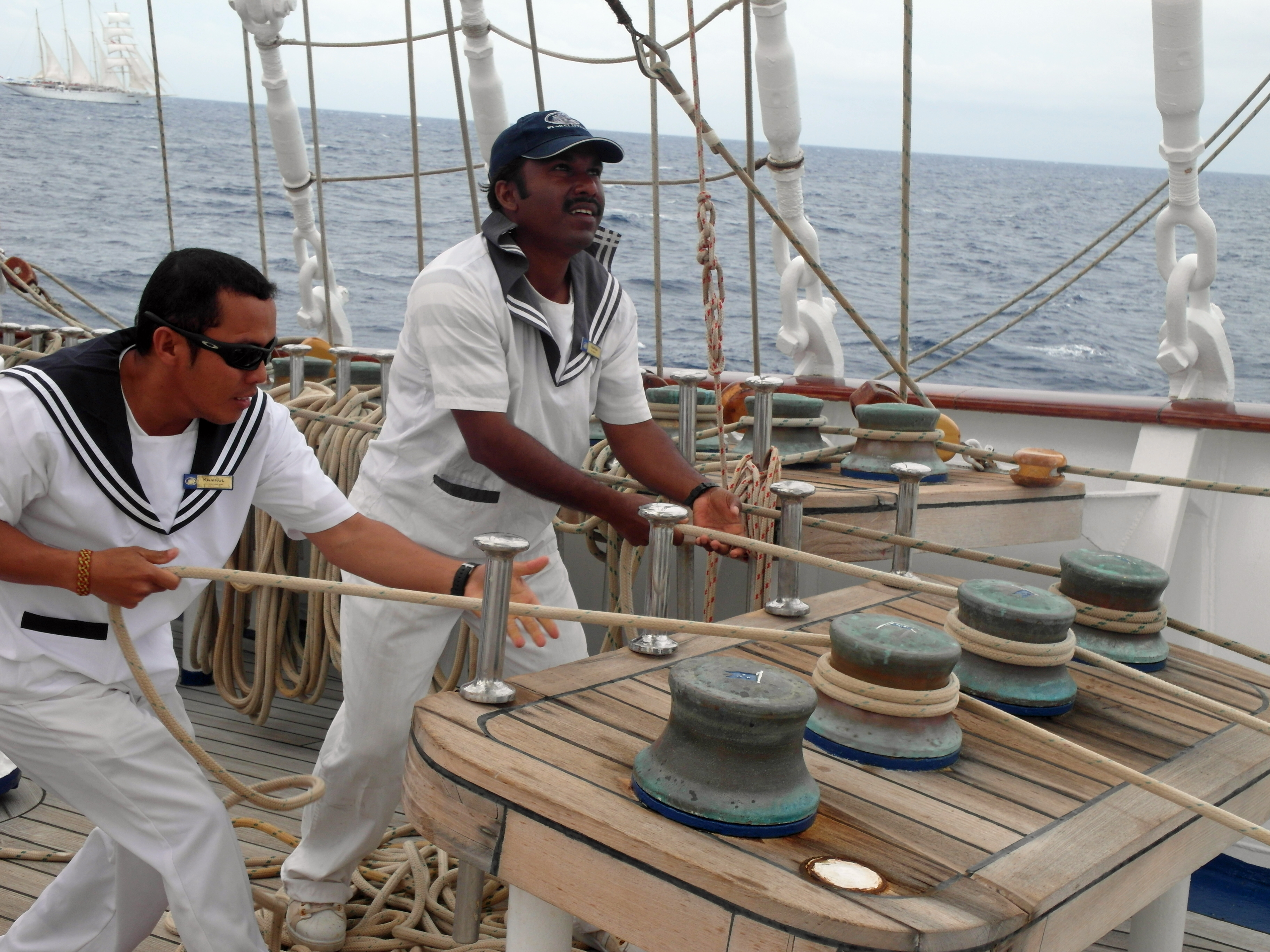
Bemanning
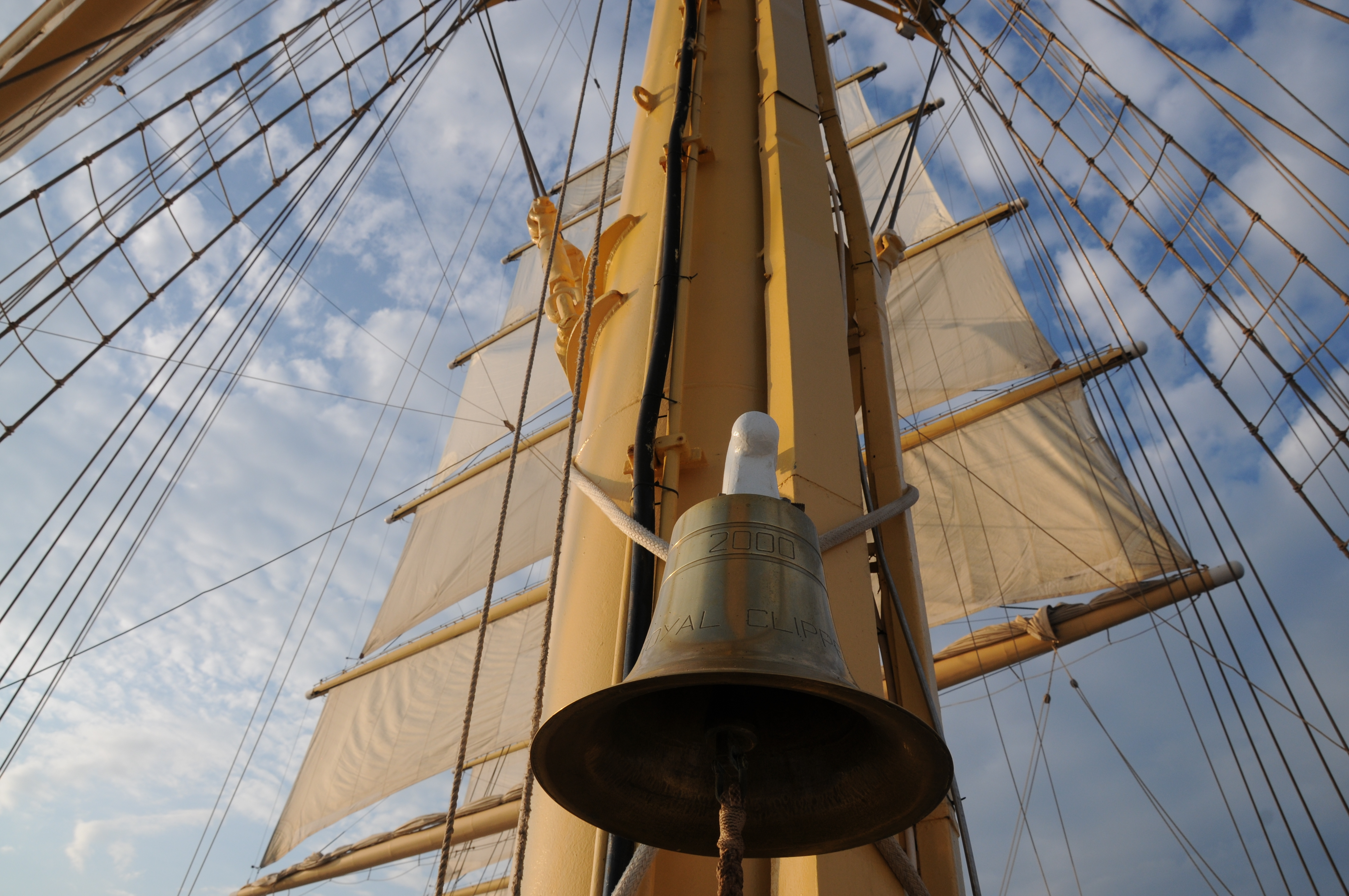
Scheepsbel